# Docteur Andry
'Docteur Andry' est un cultivar de rosier obtenu en 1864 par le rosiériste parisien Eugène Verdier. Il est issu d'un croisement 'Charles Lefèbvre' (Lacharme, 1861) × 'Victor Verdier' (Lacharme, 1859). Cette variété est toujours commercialisée. Cette rose est dédiée à un ancien chef de clinique de l'hôpital de la Charité de Paris,,.

## Description
Il s'agit d'un hybride remontant aux fleurs rouge carmin nuancées de rouge foncé. Elles sont parfumées, grandes, très doubles (45 pétales) en forme de coupe. La floraison est remontante.
Son buisson épineux peut s'élever à 150 cm pour une largeur de 90 cm.       
Sa zone de rusticité est de 6b à 9b ; il est donc résistant au froid rigoureux. Ses roses se  prêtent bien à la mise en vase.